# Riders of the Purple Sage (film 1925)
Riders of the Purple Sage è un film del 1925 diretto da Lynn Reynolds. Del film viene conservata una copia all'Archivio cinematografico del Museum of Modern Art.
Il soggetto del film, interpretato da Tom Mix e da Mabel Ballin, è tratto dal romanzo La valle delle sorprese (Riders of the Purple Sage) di Zane Grey, pubblicato nel 1912. In una piccola parte (non accreditato), vi appare anche Gary Cooper.

## Trama
Jane Withersteen deve combattere contro la persecuzione della chiesa mormone, aiutata da Bern Venters e Lassiter, due amici Gentili.

## Citazioni e riferimenti
Dallo stesso romanzo era stato già tratto un film nel 1918 con William Farnum. Successivamente ne vennero tratti altri due film, uno nel 1931, L'amazzone mascherata (Riders of the Purple Sage) con George O'Brien e Marguerite Churchill, ed uno nel 1941 con George Montgomery, quindi un film per la TV nel 1996 con Ed Harris, Il cavaliere della vendetta (Riders of the Purple Sage).

## Distribuzione
Distribuito dalla Fox Film Corporation, il film uscì nelle sale il 15 marzo 1925.
È stato riedito e distribuito in DVD, con sottotitoli in inglese

### Data di uscita
- USA, 15 marzo 1925
- Finlandia, 4 novembre 1929